# Lajasvenator

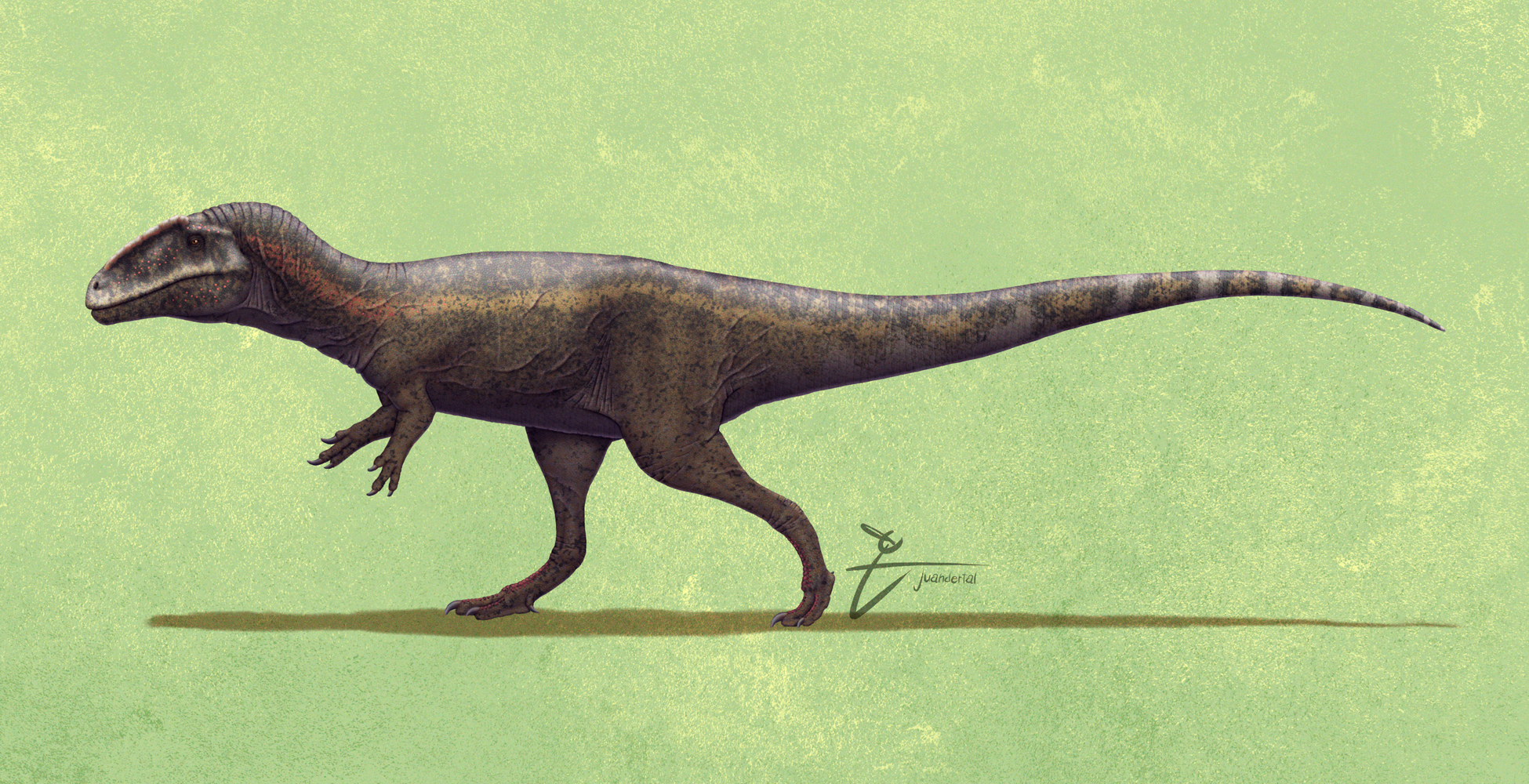
Lajasvenator ascheriae

Lajasvenator ascheriae is een vleesetende theropode dinosauriër, behorende tot de Carnosauria, die tijdens het vroege Krijt leefde in het gebied van het huidige Argentinië.

## Vondst en naamgeving
Van 2009 af worden er opgravingen verricht op de vindplaats van Pilmatué, waar deze kreek in de rivier de Agrio stroomt, negen kilometer ten noordoosten van Las Lajas, in de provincie Neuqén. Daarbij ontdekte men een hele fauna aan Dicraeosauridae, Euornithopoda en theropoden, waarvan sommige nog niet beschreven zijn. In 2009 ontdekte R. Coria het skelet van een middelgrote theropode. In 2010 werd het geborgen door Coria, Phil Currie, Eva Koppelhus, Clive E. Coy en L. Martínez. In 2012 werd vijftig meter verderop in dezelfde laag door Luis Marcial Garat een tweede skelet ontdekt. De fossielen werden geprepareerd door Eduardo Montes. De onderzoekers kwamen tot de conclusie dat beide vondsten toebehoorden aan een nog nieuwe soort.
In 2019 werd de typesoort Lajasvenator ascheriae benoemd en beschreven door Rodolfo Anibal Coria, Philip John Currie, Francisco Ortega en Mattia Antonio Baianoa. De geslachtsnaam verbindt een verwijzing naar Las Lajas met het Latijn venator, "jager". De soortaanduiding eert Susana Ascheri, de bezitster van de grond van de vindplaats.
Het holotype, MLL-PV-005, is in 2010 gevonden in een laag van de Mulichincoformatie die dateert uit het bovenste Valanginien, ongeveer 137 miljoen jaar oud. Het bestaat uit een gedeeltelijk skelet met schedel. Bewaard zijn gebleven: beide praemaxillae, beide bovenkaaksbeenderen, de ploegschaarbeenderen, het linkerdentarium van de onderkaak, het linkerspleniale, een reeks van vier achterste halswervels met nekribben, tien ruggenwervels, drie sacrale wervels, vier middelste staartwervels, vijf ribben, drie stukken rib, vier stukken buikrib, het rechterdarmbeen en het bovenstuk van een rechterschaambeen. Het skelet lag gedeeltelijk in verband. Op het moment van de ontdekking was de linkerhelft door erosie vernietigd. Het betreft een volwassen individu.
Het tweede fossiel, specimen MLL-PV-007, is aan de soort toegewezen. Het is een skelet met schedel maar veel fragmentarischer. Het bewaart het rechterquadratojugale, de symfyse van de onderkaken, vier zijuitsteeksels van de halswervels, het bovenste deel van een zevende nekrib, het bovenste stuk van een voorste linkerrib en een mogelijk onderste tarsale van de enkel. De toewijzing was alleen mogelijk door de overeenkomende morfologie van de nekrib.

## Beschrijving

### Grootte en onderscheidende kenmerken
Het holotype van Lajasvenator is een exemplaar van drie à vier meter. Aangenomen dat dit individu, ondanks de robuuste bouw die nog een aanzienlijke groei zou toestaan, inderdaad volwassen is, maakt dit de soort tot een van de kleinste bekende carcharodontosauriden. Lajasvenator werd door de beschrijvers als ongeveer half zo lang gezien als Allosaurus of Sinraptor.
De beschrijvers wisten enkele onderscheidende kenmerken vast te stellen. Drie zijn autapomorfieën, unieke afgeleide eigenschappen. Bij de halswervels hebben de voorste gewrichtsuitsteeksels een voorste uitsteeksel. Bij de halswervels hebben de achterste gewrichtsuitsteeksels op hun zijkant een lipvormige kam. De nekribben hebben een voorste uitsteeksel bestaande uit twee lobben.
Daarnaast is er een unieke combinatie van op zich niet unieke kenmerken. Het gedeelte van de premaxilla onder het neusgat heeft een hoogte/lengte-verhouding van minder dan een half. De platen die de tandrij van achteren versterken hebben een gegroefd of gericheld oppervlak. De premaxillaire tanden zijn relatief klein. De halswervels hebben een opvallende opstaande rand op ieder voorste gewrichtsfacet. Het darmbeen heeft een rechte bovenrand.

### Skelet

#### Schedel
De schedel van Lajasvenator is vrij spits in zijaanzicht en smal in vooraanzicht. De praemaxilla draagt vier tanden. Het neusgat is erg groot en schuin naar achteren en boven gericht. Een lange smalle tak dringt het bovenkaaksbeen van het neusgat. Het bovenkaaksbeen draagt minstens zeven tanden. De buitenwand is sterk en diep verruwd, een typisch carcharosaurodontide kenmerk. De voorste tak is even hoog als diep en gepneumatiseerd. De precieze vorm en positie van de fenestra promaxillaris is door beschadigingen niet waarneembaar. Naar achteren toe loopt de onderrand van de fenestra antorbitalis samen met de rand van haar omringende uitholling. De interdentaalplaten zijn gegroefd en worden naar achteren hoger tot de vijfde tandpositie waarna ze overgaan tot een doorlopende paradentale plaat. Het quadratojugale is L-vormig met een vrij dunnen opgaande tak en een enkelvoudige puntige voorste tak die vermoedelijk in de achterste vork van het jukbeen stak, waarvan de onderste tand vrij lang moet zijn geweest. De ploegschaarbeenderen, ieder maar een twaalf millimeter breed, bevestigen de nauwe bouw van de snuit.
De onderkaak is vooraan recht afgesneden zodat een soort "kin" ontstaat, typisch carcharodontosauride. Hier is de buitenzijde minder verruwd. De aderkanalen liggen niet in een groeve. Aan de binnenzijde reikt de groeve van de fossa Meckeliana naar voren tot tussen de tweede en derde tandpositie. De driehoekige interdentaalplaten zijn bij specimen MLL-PV-007 niet vergroeid, een teken dat dit exemplaar niet volwassen is. Het dentarium is achteraan gevorkt met een rechthoekige in plaats van driehoekige bovenste tand.
De premaxillaire tanden zijn overdwars afgeplat tot een ovale dwarsdoorsnede en licht naar achteren gekromd. De eerste tand is de kleinste, gevolgd door de tweede. De derde is het grootst en de vierde maar iets kleiner. De tanden hebben een glad email, zonder lengtegroeven. Ze hebben op de voorrand zeer fijne kartelingen, 2,7 per millimeter en op de achterrand drie per millimeter. Bij de derde tand beslaan die minstens de bovenste helft van de kroon en is de voorste snijrand iets naar binnen verschoven zodat de tand een J-vormige dwarsdoorsnede krijgt. De eerste maxillaire tand, van het bovenkaaksbeen, is ongeveer even lang als de vierde premaxillaire. De vijfde maxillaire tand is de grootste. Deze tanden zijn sterk afgeplat, waarbij de breedte overdwars maar 40% bedraagt van de breedte van voor naar achter gemeten. De dentaire tanden hebben ongeveer dezelfde vorm. De tanden hebben in het algemeen niet de breedte en sterke kartelingen die latere verwanten bezaten.

#### Postcrania
De nek telt vermoedelijk tien halswervels, waarvan de achterste vijf in het holotype bewaard zijn gebleven. De hals is opvallend robuust voor zo'n klein dier. Ze zijn sterk opisthocoel: bol van voren en hol van achteren. Hun ondervlak is sterk uitgehold, zowel van voor naar achter als overdwars. Hun zijkanten tonen diepe uithollingen met een pleurocoel boven de parapofyse en intern heeft het bot vele luchtkamertjes. De pleurocoel is bij sommige wervels in tweeën gedeeld door een dik tussenschot. De achterste gewrichtsuitsteeksels dragen kleine epipofysen. Het extra voorste uitsteeksel van het voorste gewrichtsuitsteeksel is een uitloper van de normale richel naar het zijuitsteeksel. De richel tussen de voorste gewrichtsuitsteeksels overkapt een diepe uitholling, zelf in tweeën gedeeld door een verticaal schot. Ook de zijkanten en achterzijde hebben diepe pneumatische uithollingen. Van de achtste wervel af begint zich een hyposfeen te ontwikkelen, eerst nog in twee helften. De negende wervel begint al trekken van een ruggenwervel te krijgen. De tiende wervel heeft het begin van een hypapofyse.
De amfiplatte achterste wervels van de rug zijn sterk ingesnoerd en missen pleurocoelen hoewel hun zijuitsteeksels gepneumatiseerd zijn. Ze hebben een extra richel op de onderzijde van het zijuitsteeksel.
Vermoedelijk zijn de tweede, derde en vierde sacrale wervel van het heiligbeen bewaard. Ze worden doorboord door grote pneumatoporen, meer dan een centimeter in diameter.
De vier bewaarde staartwervels vormen een reeks die ergens tussen de vijftiende en twintigste positie moet hebben gelegen. Ze hebben geen lengtetrog op de onderzijde — een afgeleid kenmerk — noch pleurocoelen. Hun wervelbogen zijn net zo hoog als de centra en de doornuitsteeksels overhangen de voorkant van de achterliggende wervels. Voor het doornuitsteeksel heeft de wervelboog een extra omhoogstekende punt. De voorste gewrichtsuitsteeksels zijn vrij lang.
De nekribben hebben een voorste uitsteeksel dat uit twee lobben bestaat en overdwars afgeplat is. Van de zevende nekrib af, zijn er pneumatoporen.
Het darmbeen is niet gepneumatiseerd. Het aanhangsel voor het schaambeen is vrij langwerpig. Het schaambeen steekt recht naar beneden. Het wordt niet doorboord door een foramen obturatum. Het mogelijke tarsale van de enkel, een schijfvormig stuk bot, kan ook het radiale van de pols zijn geweest maar lijkt daar iets te groot voor.

## Fylogenie
Lajasvenator werd in 2019 in de Carcharodontosauridae geplaatst. Dat maakt hem tot de oudste carcharodontosauride uit het Krijt en de eerste uit het Onder-Krijt van Zuid-Amerika. Hij werd gevonden in een polytomie met Eocarcharia uit Niger en Concavenator uit Spanje.